# Bamiyan

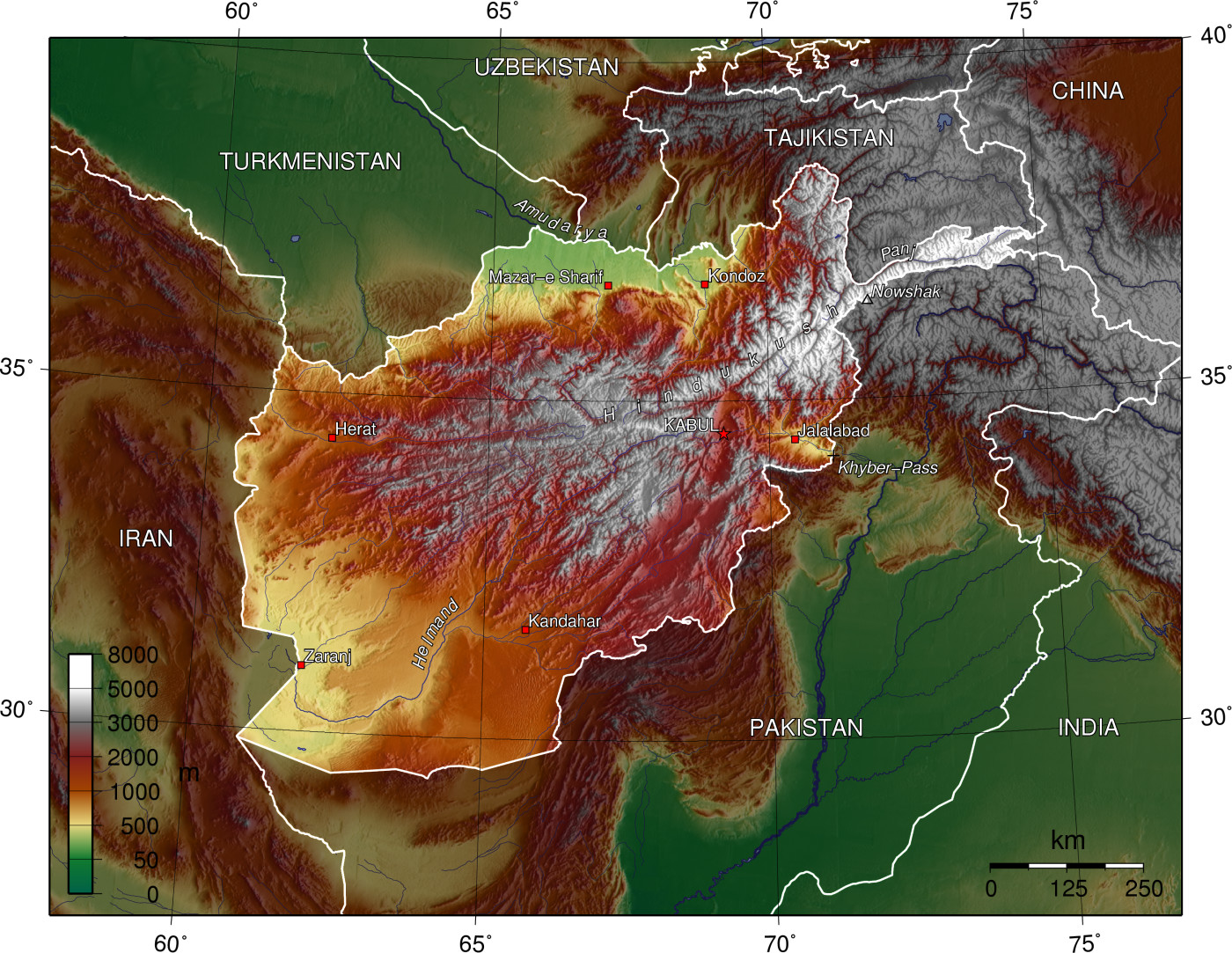
Topographische Karte Afghanistans

Bamiyan, andere Umschriften Bamian oder Bamyan (Paschtu/Dari بامیان, DMG Bāmiyān), ist eine Provinz Afghanistans mit einer Fläche von 18.029 Quadratkilometern und 513.190 Einwohnern (Stand: 2020).
Sie liegt im Zentrum des Landes in der Region Hazaradschat (auch: Hazaristan). Ihre gleichnamige Hauptstadt ist die größte Stadt im Hazaradschat und das kulturelle Zentrum der Ethnie der Hazara.
International bekannt wurde die Provinz vor allem durch die Buddha-Statuen von Bamiyan, die 2001 unter dem Talibanregime zerstört wurden.

## Geschichte
In der Antike war das zentrale Afghanistan ein strategisch günstiger Ort, da es an der Seidenstraße lag und damit auf der Route der Händler zwischen dem antiken Mittelmeerraum (der hellenistischen Staatenwelt und später dem römischen Reich) und Persien im Westen sowie China und Indien im Osten (siehe auch Indienhandel). Bamiyan war Haltepunkt vieler Reisender. Die griechischen, persischen und buddhistischen Künste wurden hier zusammengeführt und bildeten einen einzigartigen Stil der gräko-buddhistischen Kunst.

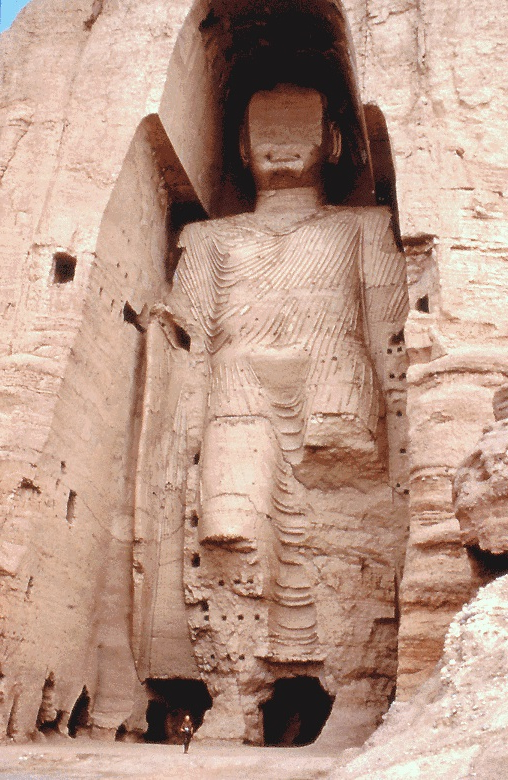
Größere der beiden Buddha-Statuen von Bamiyan vor ihrer Zerstörung 2001 durch die Taliban

Bamiyan war Sitz mehrerer buddhistischer Klöster. Viele Buddha-Statuen wurden in den Fels gemeißelt. Diese Felsstatuen befanden sich nahe der Stadt Bamiyan im Tal des gleichnamigen Flusses. Die beiden größten Statuen maßen ohne ihre Nischen, in denen sie standen, 53 und 35 Meter in der Höhe. Heute sind nur noch ihre Nischen übrig. Die Nische der großen Skulptur, eigentlich Dipamkara, vom Volke Khonuk But; persisch خنک بت(kalte oder weiße Statue) bzw. Solsol oder Salsal; صلصل (Licht scheint durch Universum) genannt, ist 58 m hoch. Die Nische der kleineren, eigentlich Siddhartha Gautama, vom Volke Sorkh But;سرخ بت (rote bzw. glutrote Statue) bzw. شاه مامه; Shahmama (Königinmutter) genannt, ist 38 m hoch. Vor der völligen Zerstörung der Statuen im März 2001 durch die Taliban gab es bei der 53 m hohen Statue eine Felstreppe, eine Art Wendeltreppe, über die man auf ihren Kopf gelangen, aufrecht stehen und auf die Gegend herunterblicken konnte.
Außerdem existiert trotz der Zerstörung noch ein großer Teil des riesigen Systems von Felstreppen, Nischen, Balkonen, Versammlungsräumen, Altarräumen mit Kuppeldecken und Wohnhöhlen. In den Felshöhlen, mit Wasser- und Kanalisationssystem – Wasserspeicher aus der Schneeschmelze auf den 2500 m hoch gelegenen Hochebenen des Hindukusch – wohnten schätzungsweise 3000 bzw. 5000 buddhistische Mönche. Heute wohnen in den Felsnischen und Höhlen ebenso eine Vielzahl von Hazara.
Die Entstehungszeit der Statuen wurde auf das 6. Jahrhundert n. Chr. datiert, als sich der Ort Bamiyan als Zwischenstation auf dem Handelsweg von Indien über den Hindukusch nach Sogdien entwickelte.  Die Buddhastatuen waren besondere Kennzeichen der Landschaft des Bamiyan-Tals, das mit seinen archäologischen Überresten von der UNESCO auf deren Weltkulturerbe-Liste geführt wird. Im März 2001 veranlasste das Talibanregime die Zerstörung der Statuen, die als Götzenbilder angesehen wurden. Die Zerstörung wurde mit Boden-Luft-Artillerie und Sprengstoff vorgenommen.
Die Provinz wurde im Jahr 1964 neu gegründet. Zuvor gehörte das Gebiet zu den Provinzen Kabul und Parwan.

## Gegenwart

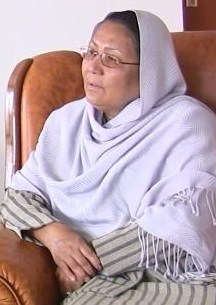
Habiba Sarabi, Gouverneurin (2009)

Heute (2009) gilt Bamiyan als vergleichsweise friedlich und sicher. Wie in den übrigen Provinzen des Hazaradschat ist der Anbau von Schlafmohn zur Opiumproduktion kaum verbreitet. Die Gouverneurin, Habiba Sarabi, ist landesweit die einzige Frau in diesem Amt. Die Provinz versucht, ihre kulturellen und landschaftlichen Reichtümer wieder für den Tourismus zu erschließen. Die Band-e-Amir-Seen sind seit 2009 als einziger Nationalpark Afghanistans ausgewiesen.
Am 4. November 2016 fand ein Marathonlauf in Bamiyan statt, an dem erstmals Sportlerinnen teilgenommen haben.
In der Provinz Bamiyan gibt es den ersten und einzigen Skiclub Afghanistans.

## Verwaltungsgliederung
Die Provinz Bamiyan ist in folgende Distrikte gegliedert:
| - Bamiyan - Kahmard - Panjab - Sayghan - Shibar - Warras - Yakawlang |